# Mate Ostović
Mate Ostović, hrvaški general, * 9. januar 1961.
Od 2008 do 2014 je bil poveljnik Poveljstva za podporo Oboroženih sil Republike Hrvaške, od 2014 pa do 2017 ko se je upokojil pa je bil poveljnik Hrvaške kopenske vojske.

## Življenje
Leta 1986 je diplomiral kot profesor obrambe in zaščite na Fakulteti političnih znanosti v Zagrebu.
Leta 1991 je bil referent v 1. brigade, nato pa je bil namestnik poveljnika bataljona v isti brigadi (1991–92), načelnik Uprave za šolanje, popolnitev in mobilizacijo (1992–98), namestnik načelnika Uprave za operativne zadeve GŠ OS RH (1998–2000), namestnik poveljnika 4. zbornega področja (2000–01), namestnik načelnika Uprave za logistiko (2001–03), načelnik Uprave za logistiko (2003–08) in poveljnik Poveljstva za podporo Oboroženih sil Republike Hrvaške (2008–2014).

## Odlikovanja
- Red bana Josipa Jelačić
- Red hrvatskog trolista
- Red hrvatskog pletera
- Spomenica domovinskog rata
- Spomenica domovinske zahvalnosti